# Bieschin zu Bieschin

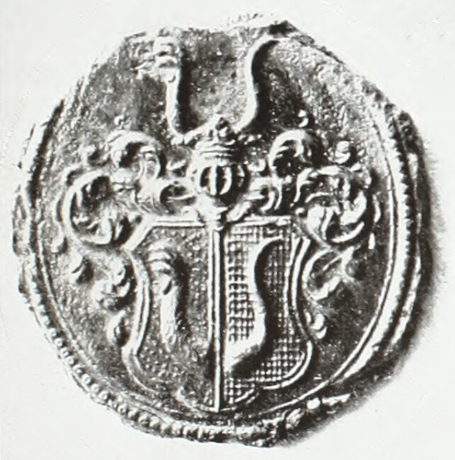
Siegel

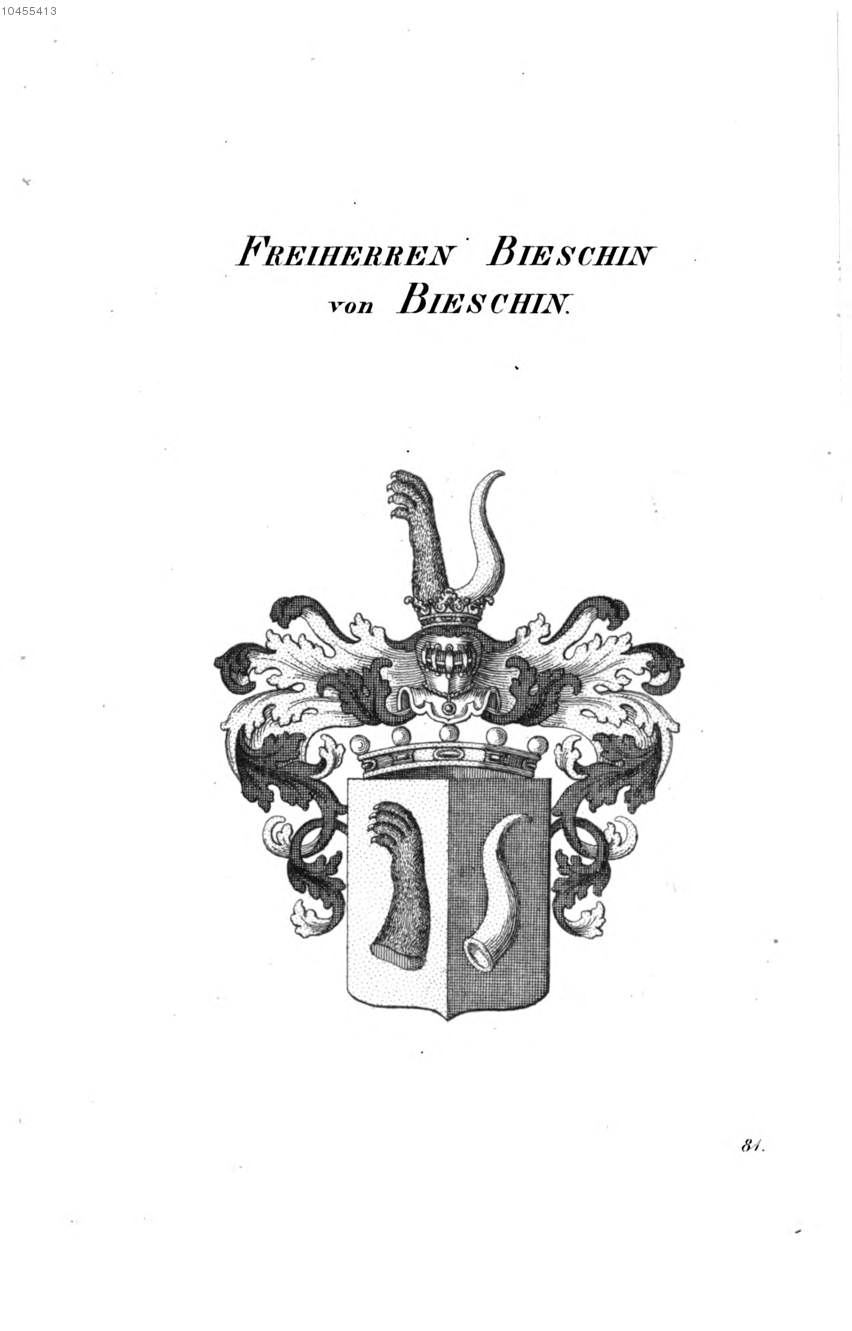
Wappen der Freiherren von Bieschin

Die Freiherren Bieschin von Bieschin (tschechisch Běšin z Běsin) waren ein altes böhmisches Adelsgeschlecht. Deren Stammhaus befand sich in Teinitzl, okres Klatovy, Tschechien. Die Adelsfamilie stellte Burggrafen, Heerführer, Kreishauptleute, Juristen und Hofräte. Teile der Familie aus dem Ritterstand erhielten 1768 und 1791 den erbländischen und böhmischen Freiherrenstand. Nach dem Ersten Weltkrieg siedelte das Adelsgeschlecht nach Österreich um.

## Persönlichkeiten

### Jenik genannt Mnich
gilt seit 1382 als Gründer der Familie.

### Wenzel
(Václav Běšín) Erreichte beim König Ferdinand I. die Ernennung seines Sitzes zur Stadt Bělčice (4. November 1549) und Erteilung der Stadtprivilegien (19. September 1556).

### Heinrich, genannt Jeptischa
(Jindřich, řečený Jeptiška z Běšin), 1484 bis 1507 Stellvertretender Richter des böhmischen Königreiches

### Johann Wenzel I.
(Jan Václav Běšin z Běšin), Ritter, 1640 bis 1642 Kreishauptmann

### Johann
Jan Běšin z Běšin, 1648 bis 1650 Kreishauptmann

### Johann Wenzel II.
(Jan Václav Běšín z Běšin, gest. 1713), 1696 bis 1699, Kreishauptmann des Prachiner Kreises

### Martin
(Martin Běšin z Běšin), Kreishauptmann 1751 bis 1762 

### Johann Franz Josef
Johann Franz Josef Ritter (seit 1791 Freiherr) Bieschin von Bieschin (1742–1802) war seit 1763 Richter der böhmischen Appelationskommission und seit 1769 auch Beisitzer der Landtafel, seit 1771 an der Obersten Justizstelle. Seit 1778 leitete der Vizelandkämmerer das Direktorium der juridischen Studien an der Prager Universität. 1782 wurde er Hofrat und 1792 Landrechtspräsident und Oberster Landrichter von Böhmen. Er gehörte zu den Bearbeitern des Ersten Teil des Allgemeinen Bürgerlichen Gesetzbuches.  